# Lamborghini Aventador
El Lamborghini Aventador és un automòbil superesportiu produït pel fabricant italià Lamborghini a Saint'Agata Bolognese. És un biplaça cupè de dues portes amb obertura de tisora, va ser presentat al Saló de l'Automòbil de Ginebra el 28 de febrer de 2011. El model és el successor del Lamborghini Murciélago.
Té un motor de 6,5 litres V12, que desenvolupa una potència de 700 cavalls, en conjunt amb una transmissió seqüencial de set velocitats i doble embragatge, cosa que, associat a un avançat sistema de tracció integral, permet que aquest nou súper esportiu acceleri des 0-62 mph en només 09/02 segons i que arribi a una velocitat màxima de 350 km/h.

## Lamborghini Veneno

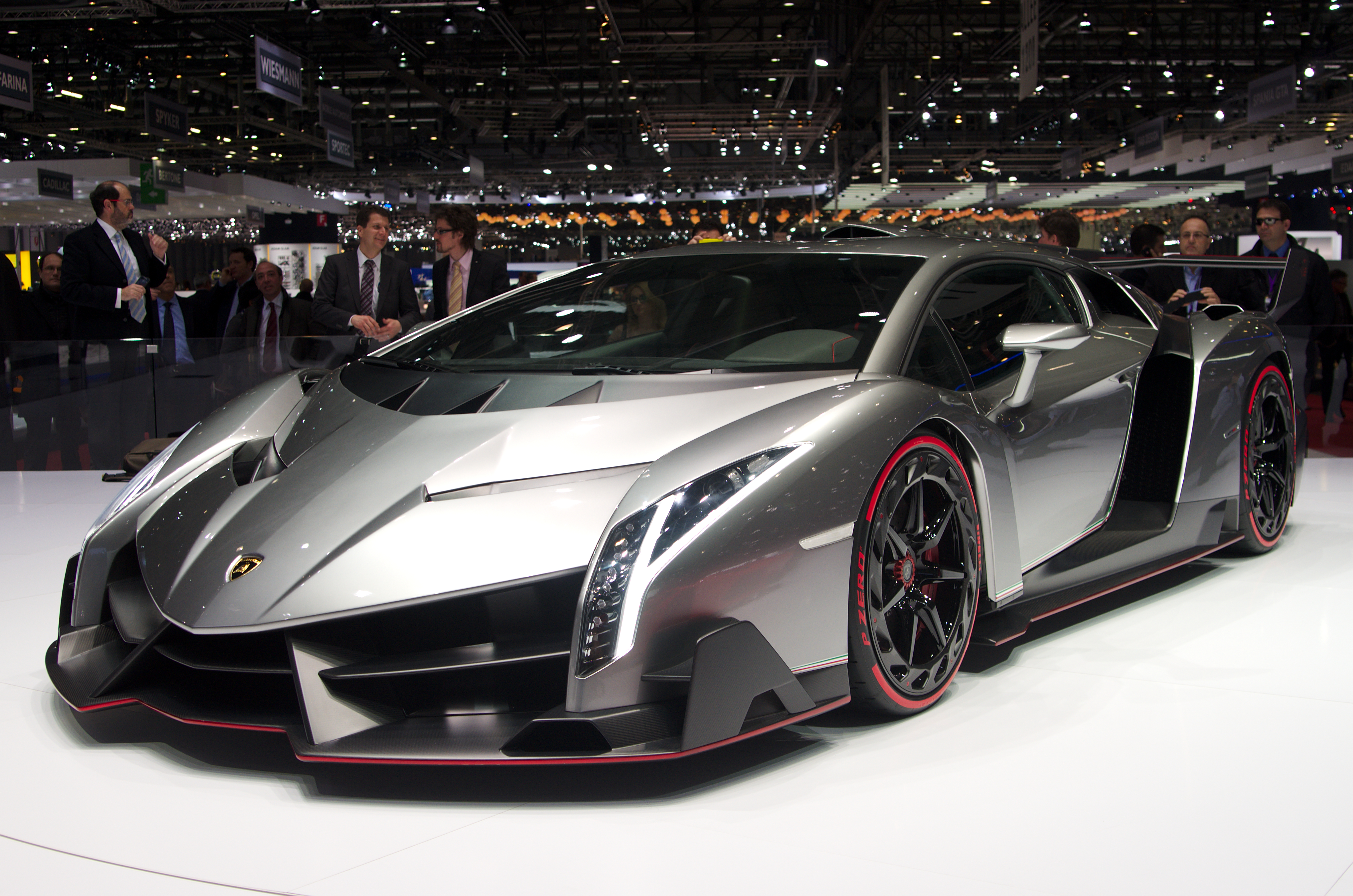
Lamborghini Veneno

El Lamborghini Veneno és un exclusiu automòbil esportiu fabricat per Lamborghini. Creat en honor dels 50 anys de l'empresa italiana, va ser presentat per primera vegada el març de 2013, durant el Saló de l'Automòbil de Ginebra. El seu disseny està basat en el Lamborghini Aventador. El seu motor V12 de 6,5 litres té una potència de 750 cavalls, sent capaç d'aconseguir els 355 km/h. Només seran produïts nou cotxes de la sèrie, amb un preu per unitat de 3,3 milions d'euros.

## Lamborghini Centenario

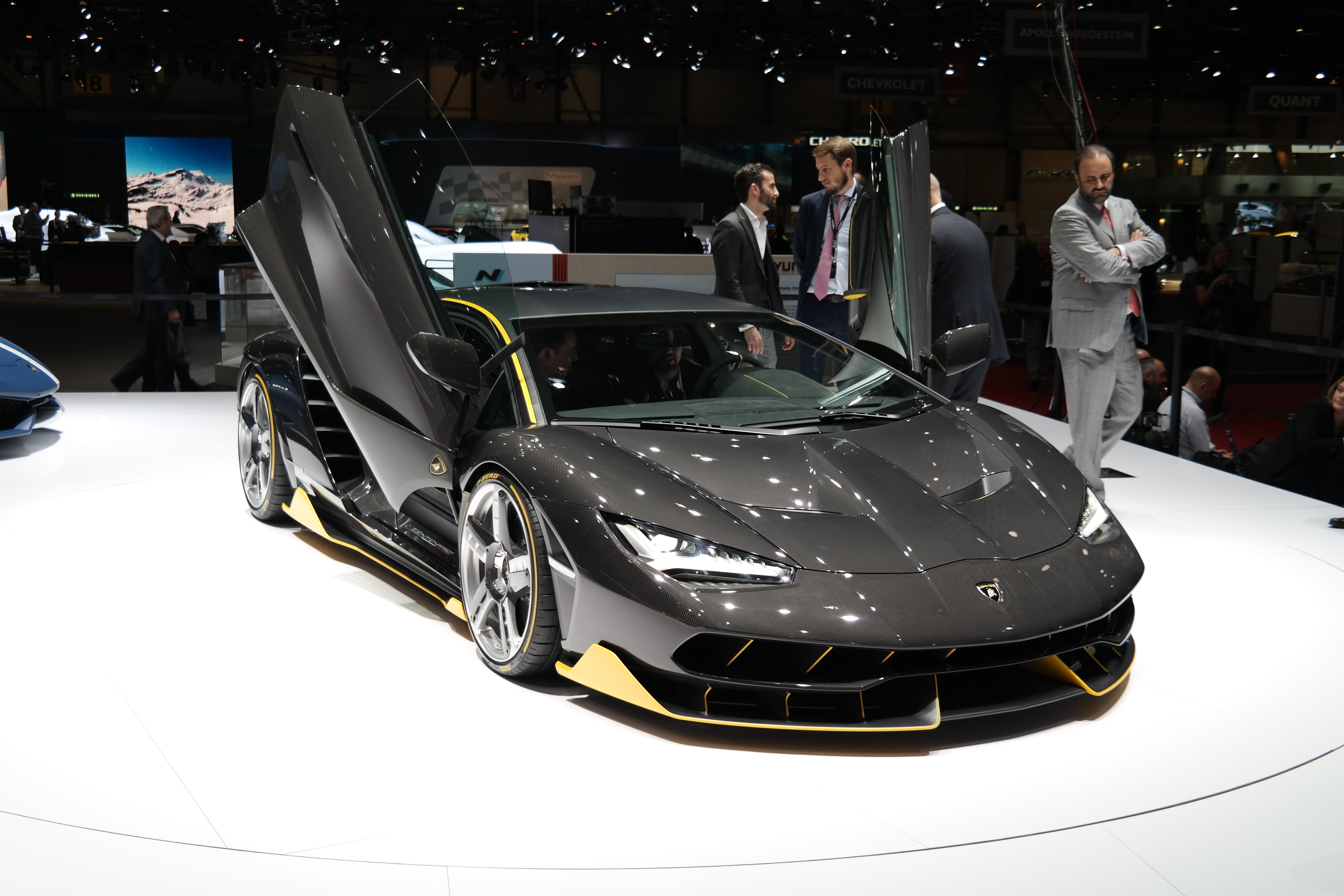
Lamborghini Centenario

El Lamborghini Centenario és un exclusivu automòbil esportiu fabricat per Lamborghini. Creat por celebrar el centenari de naiximent de Ferruccio Lamborghini, va ser presenta per primiera vegada el març de 2016 durant el mateix saló. El seu disseny basat en Lamborghini Aventador. El seu motor V12 de 6,5 litres té una potència de 770 cavalls.